# Stock (Fessel)

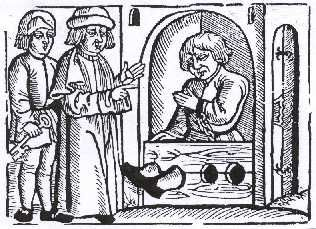
Gefangener im Stock

Ein Stock ist eine meist hölzerne Fessel, mit der in früheren Zeiten (etwa im Mittelalter) Gefangene an der Flucht gehindert wurden. Eine andere Bezeichnung für den Stock ist Fußblock.
Eine verbreitete Form bestand aus zwei länglichen Holzblöcken, die übereinander gelegt und an der einen Seite mit einem Scharnier und auf der anderen Seite mit einem Verschlussmechanismus versehen wurden. Die Holzblöcke erhielten jeweils halbkreisförmige Aussparungen, die im verschlossenen Zustand genau übereinander lagen. So entstanden Löcher, welche die Fußgelenke der gefesselten Person umschlossen und die so klein waren, dass die Füße nicht hindurchgezogen werden konnten. Anstatt die Holzblöcke mit Scharnier und Schloss miteinander zu verbinden, wurden diese manchmal auch miteinander verschraubt. 
Mit einigen Stöcken konnten zusätzlich auch die Hände gefesselt werden, sie verfügten entweder über vier Löcher oder über U-förmige Eisenschellen, die auf dem oberen Block montiert wurden. Der untere Block wurde oftmals fest mit dem Boden verbunden.
Zum Anlegen der Fessel wurde der obere Block nach oben geklappt oder entfernt. Die zu fesselnde Person musste sich auf den Boden setzen und die Fuß- und ggf. auch die Handgelenke in die dafür vorgesehenen halbkreisförmigen Aussparungen legen. Daraufhin wurde der obere Block auf den unteren gelegt und mit diesem verbunden. Bei der Version mit vier Löchern wurden die Fußgelenke in die beiden äußeren, die Handgelenke in die beiden inneren Löcher geschlossen. Dies hatte eine sehr unbequeme Sitzposition zur Folge: Der Oberkörper musste weit nach vorne gebeugt werden, die Beine waren gespreizt.
Der Stock war im Mittelalter zu Fesselung von Gefangenen im Kerker weit verbreitet. Weiterhin wurde der Stock für Ehrenstrafen verwendet. Der oder die zum „Sitzen im Stock“ Verurteilte wurde im Stock gefesselt der Öffentlichkeit präsentiert; der Stock übernahm somit die Funktion des Prangers. Außerdem diente der Stock dazu, Gefangene daran zu hindern, sich der Anwendung von Folter zu entziehen.
Die Fesselung mit Holzblöcken bot sich im Mittelalter an, da diese Form der Fessel wesentlich einfacher herzustellen war als Ketten und Eisenschellen. Es handelt sich jedoch um eine der schmerzvollsten und rigidesten Fesselungsmethoden, da der gefesselten Person die Bewegungsfreiheit praktisch vollständig entzogen wird. Heute wird der Stock nicht mehr im Strafvollzug verwendet, er findet jedoch im Bereich des BDSM Anwendung.